# Погруддя Веласкеса
«Погруддя Веласкеса, який перетворюється на трьох персонажів, що розмовляють» — скульптура іспанського художника Сальвадора Далі, створена в 1936 році. Знаходиться в колекції театру-музею Далі у Фігерасі.

## Опис
На цьому погрудді Веласкеса розташовані різноматні іконографічні персонажі XVII століття, що нагадують героїв творів Кеведо, наприклад: два кабальєро, з гофрованими комірами (очі), монахиня, що молиться, впавши на коліна (ніс). Нижня частина обличчя, у свою чергу, перетворюється на вітальню з кріслами та підлогою — шаховою дошкою. В основному фокусі роботи, підкреслюючи наближення до творчості Веласкеса, знаходиться зображення картини «Лас Менінас», яке з'являється на лобі художника. Далі під час своїх частих відвідань музею Прадо в Мадриді часто роздивлявся це полотно.